# 明治ホールディングス
明治ホールディングス株式会社（めいじホールディングス、英: Meiji Holdings Co.,Ltd.）は、食品メーカーの明治、製薬会社のMeiji Seika ファルマなどを傘下に持つ持株会社。2009年4月1日設立。 東京都中央区京橋に本社を置く。日経平均株価およびJPX日経インデックス400の構成銘柄の一つ。

## 沿革・概要
明治およびMeiji Seika ファルマの前身企業である明治乳業（明乳）・明治製菓（明菓）は、共に旧・明治製糖（旧明治製糖グループ）から派生した同門・同根企業である。それもあって、明乳は1986年にコーポレートアイデンティティを導入するまで明菓と同じロゴマークを用いていたほか、商品の共同開発などを手掛けていた。一方で両社間での資本の持ち合いについては独自性を尊重して僅かなものに留まり、それぞれの新会社へ移行後から2009年の経営統合に至るまで、厳密には関連会社（グループ会社）ではなく人的交流も盛んではなかった。
しかし、アメリカ合衆国のサブプライム住宅ローン危機に端を発する世界経済の混乱や、地球温暖化対策としてバイオマスエタノールの生産が拡大したことなどにより、原材料価格の高騰が経営に重くのしかかる事態となっていた。そこで、こうした事態を乗り切ると共に同門企業の強みを生かし、両社の事業分野で培ったものを生かして新たな展開を図ることを目的とした経営統合を行うことを決意。2008年9月11日には両社トップが記者会見で正式発表し、2008年11月26日に両社の臨時株主総会で共同株式移転の承認に対する決議を行った。

## グループ再編
持株会社の発足後、2年以内のできるだけ早い時期に再編を進めていくことを公表していたが、2010年9月14日に行われた明治HDの記者会見で明乳・明菓のグループ事業再編、並びにそれに伴う傘下会社の社名変更を発表した。具体的には2011年4月1日に明菓のフード&ヘルスケア事業を吸収分割により明乳へ継承。同時に、食品事業が一体化した明乳は株式会社明治へ、医薬品事業が残った明菓はMeiji Seikaファルマ株式会社へそれぞれ商号変更することになった。これによって長年使用されてきた『明治乳業』と『明治製菓』の社名は2011年3月31日をもって消滅した。

## ブランドロゴ・スローガン
1986年以降別々となっていたブランドマーク（赤い文字●で明乳は大文字で「MEIJI」、明菓は1文字目だけ大文字斜体で「Meiji」）は経営統合を機に統一することとなり、統合直前の2009年3月12日に新ブランドマークが発表された。新ブランドマークは全て赤色小文字で「meiji」と表記、ブランドカラーは両社が使用していた「レッド」を使用する。また、社名表記に使用する和文・英文ロゴタイプのフォント統一も、新ブランドマークと同時に発表された。
統合後の2009年7月9日にはグループスローガンとして「明日をもっとおいしく」を制定したが、2011年のグループ内再編で薬品関係事業が中心となったMeiji Seika ファルマでは、新たに「明日をもっとすこやかに」が制定された。なお、明治HDと明乳・明菓の事業を引き継ぐ明治は継続使用となる。長期経営指針「明治グループ2020（にーまるにーまる）ビジョン」では、「こども すこやか」「おとな はつらつ」「みんな わくわく」の3つのキーワードを“お客さまの生活貢献へのキーワード”として掲げている。
2021年6月1日にはグループスローガンを「健康にアイデアを（英語：Now ideas for wellness）」に改められ、別のスローガンを制定していたMeiji Seika ファルマも同一のグループスローガンへ統一された。